# پال دو
 پال دو (انگلیسی: Paul Due؛ ۱۳ اوت ۱۸۳۵ – ۱۹۱۹) یک معمار اهل نروژ بود.